# 杉野耕三郎
杉野 耕三郎（すぎの こうざぶろう、明治元年12月19日（1869年1月31日） - 没年不詳）は、日本の逓信官僚。大連市長。

## 経歴
岐阜県養老郡高田町（現在の養老町）出身。1905年（明治38年）、東京帝国大学法科大学仏法科を卒業し、同年に高等文官試験に合格した。通信事務官、関東都督府在旅順軍郵便監査、郵便為替貯金管理所証券課長、北京郵便局長、神戸逓信管理局総務部長、神戸郵便局長、神戸税関事務官、長野郵便局長、名古屋郵便局長、逓信局書記官、臨時電信電話建設局事務官、熊本逓信局監理課長などを歴任し、1920年（大正9年）に関東庁逓信局長となった。
1924年（大正13年）に退官した後は大連市長を務め、1928年（昭和3年）に退任。その後は弁護士を開業した。1934年（昭和9年）からは満洲ラジオ普及株式会社社長を務めた。